# Ava (Film)
Ava ist ein französischer Spielfilm aus dem Jahr 2017. Mit ihrem kunstvollen Coming-of-Age-Drama trat die Regisseurin und Drehbuchautorin Léa Mysius erstmals mit einem Langfilm in Erscheinung. Er fand bei der Premiere in Cannes 2017 ebenso Beachtung wie das Debüt von Noée Abita in der Rolle der 13-jährigen Titelheldin.

## Handlung
Ava ist gerade einmal 13, als man bei ihr Retinopathia pigmentosa diagnostiziert. Ihre Prognose ist schlecht: Bald schon wird sie nachtblind sein, dann das periphere Sehen einbüßen und schließlich das Augenlicht ganz verlieren. Nach dem ersten Schock trifft sie beherzt Gegenmaßnahmen, darunter ein Übungsprogramm, indem sie, um ihre anderen Sinne zu schärfen, diverse Handlungen mit verbundenen Augen ausführt. Sie ist taff und willensstark, anders als ihre alleinerziehende Mutter, die mehr mit sich selbst und ihrem labilen Liebesleben beschäftigt ist, Ava „tolle Sommerferien“ verspricht, sie dann aber bei nächstbester Gelegenheit doch wieder als Kindermädchen für die kleine Halbschwester einspannt.
Ein schwarzer Hund, der ihr erstmals am Strand begegnet, weckt in Ava den Wunsch, selbst einen zu besitzen. Als ihre Mutter darauf nicht eingeht, stiehlt sie ihn kurzerhand, ruft ihn Lupo („Wolf“) und bindet ihn in ihr Training ein. Nach einem Bad im Meer steht sie dessen Besitzer gegenüber, einem etwas älteren Jungen, ganz offenbar ein Außenseiter wie sie selbst. Obwohl von ihm angezogen, folgt sie ihrem Fluchtreflex. Bald darauf taucht Lupo allein bei ihr auf, blutig, doch ohne Wunde. Ava folgert richtig, findet den Jungen verletzt vor seiner Behausung am Strand liegen, hilft ihm und überwindet nach und nach dessen Abwehrhaltung. Das Eis bricht vollends, als beide sich kurzzeitig zu Herren des Strandes machen, indem sie, in archaischer Kriegertracht, wehrlose Badegäste ausrauben. Die Polizei lässt nicht lange auf sich warten, auch auf die Suchanzeige von Avas Mutter hin, und will den 18-jährigen Juan festsetzen. Ava greift ein und erzwingt, ein Gewehr im Anschlag, die gemeinsame Flucht.
Während einer längeren Atempause bringt Ava in Erfahrung, warum Juan sich von seinen Leuten, spanischen Roma, fernhält und von ihnen ganz weg will: Es ist sein noch nicht erkaltetes Verhältnis mit der schon „versprochenen“ 16-jährigen Jessica; seine Verletzung rührte aus einem Kampf mit seinem Rivalen. Ava will Juan helfen, an sein Auto heranzukommen, worauf er den Plan entwickelt, dass sie sich bei der unmittelbar bevorstehenden Hochzeit Jessicas als Helferin einzuschmuggeln und bei passender Gelegenheit seine Autoschlüssel und -papiere in ihren Besitz bringen soll. Fast gelingt ihr das auch, doch die Polizei stürmt das Fest, im Glauben, Juan befinde sich unter den Gästen. Tatsächlich hat der sich inzwischen heimlich eingeschlichen, um Ava beizustehen. Auf höchst riskante Weise entkommen sie der Polizei erneut. Unterwegs schließt ein Auto zu ihnen auf. Es ist Jessica, noch im vollen Brautstaat gekleidet, die Juans Wagen zu ihnen chauffiert. Zusätzlich zum Fluchtwagen übergibt sie beiden auch noch ihren Schleier – als Zeichen ihrer Liebe zu Juan und ihrer Solidarität mit dem Paar.

## Entstehung
Die Idee zu Ava entsprang einem Bild, das die Regisseurin Léa Mysius lange schon in sich trug: Ein wilder schwarzer Hund läuft über einen menschengefüllten, bunten Strand. Aus diesem „Wimmelbild“, mit dem Kontrast zwischen dem Wilden und Künstlichen, entwickelte sie dann auch die Anfangssequenz ihres Films.
Das für einen Coming-of-Age-Film ungewöhnliche Thema der Erblindung drängte sich Mysius auf, als sie schon mit dem Drehbuch für Ava befasst war. Dies wollte sie der Filmschule als ihre Abschlussarbeit präsentieren; sie geriet unter Zeitdruck, litt an Migräne und konnte daher nur im Dunkeln schreiben. Das führte sie automatisch dazu, sich mit der Frage auseinanderzusetzen, was es bedeutet, nicht mehr zu sehen. Auf ihren Plot und ihre Protagonistin, so Mysius, habe die Diagnose katalytisch gewirkt; die Dringlichkeit, sich mit der rasch fortschreitenden Krankheit zu befassen, treibe den Film voran und beschleunige Avas Pubertät, ihre sich in kurzer Zeit vollziehende Reifung vom kindlichen Mädchen zu einer jungen Frau.
Das sich daraus ergebende Anforderungsprofil an die zu findende Schauspielerin ließ Mysius und ihre Crew eine langwierige Suche befürchten. Das Gegenteil war der Fall. Schon am ersten Tag des Castings erschien „die Richtige“. Sofort sei man sich einig gewesen, dass Noée Abita alles mitbrachte, was gewünscht war: „[...] diese Unbestimmtheit, diesen Ausdruck einer Kindfrau, den sehr intensiven Blick“ – und als 17-Jährige auch das „richtige“ Alter, denn die Ava zugedachten Nacktszenen wollte Mysius nur einer etwas reiferen Darstellerin zumuten. Andererseits bedeutete das, Abita dahin zu bringen, nicht nur wie eine 13-Jährige auszusehen, sondern auch so aufzutreten; zwei Monate wendete die Regisseurin für die Stimm- und Körperarbeit mit ihr auf.
Viel Zeit nahm sich Mysius auch, um die Lebenswelt der Roma kennenzulernen und sie möglichst realistisch in ihrem Film abzubilden. Da es ihr in diesem Punkt mehr um Authentizität als um schauspielerische Professionalität ging, entschied sie sich folgerichtig für Laiendarsteller mit entsprechender Herkunft. Ihr männlicher Protagonist ist sogar doppelt authentisch: Er entstammt einer andalusischen Roma-Familie und heißt wirklich Juan. Seine Figur will Mysius auch als Hommage an einen ihrer Klassenkameraden verstanden wissen, einen Roma, der von Mitschülern und Lehrern diskriminiert wurde – eine Erfahrung, die ihr politisches Bewusstsein geweckt habe.

## Produktion
Der Film wurde analog als 35-mm-Film gedreht.

## Auszeichnungen
- Cannes 2017: Prix SACD de la Semaine de la critique für den Film; Prix du jury de la Palme Dog für den Hund Lupo[4]
- Festival du nouveau cinéma de Montréal 2017: Louve d’or („Goldener Wolf“)
- Festival international du film de femmes de Salé 2017: Prix du Jury
- Internationales Filmfestival von Stockholm 2017: Meilleure photographie für Paul Guilhaume
- Filmfest München 2017: Nominierung im Wettbewerb CineVision (Bester Nachwuchsfilm)
- Palm Springs International Film Festival 2018: Prix spécial du jury New Voices/New Visions
- César 2018: Nominierung als Beste Nebendarstellerin für Laure Calamy; Vorauswahl für den Preis als Beste Nachwuchsdarstellerin für Noée Abita[5]